# NGC 3664A
NGC 3664A је спирална галаксија у сазвежђу Лав која се налази на NGC листи објеката дубоког неба.
Деклинација објекта је + 3° 13' 19" а ректасцензија 11h 24m 25,1s. Привидна величина (магнитуда) објекта NGC 3664 износи 14,5 а фотографска магнитуда 15,1. NGC 3664A је још познат и под ознакама UGC 6418, CGCG 39-169, KCPG 283A, PGC 35042.